# Ioan Ciucurel
Ioan Ciucurel (n. 15 ianuarie 1897, Șoșdea – d. 22 octombrie 1955, Șoșdea a fost un deputat în Marea Adunare Națională de la Alba Iulia, organismul legislativ reprezentativ al "tuturor românilor din Transilvania, Banat și Țara Ungurească", cel care a adoptat hotărârea privind Unirea Transilvaniei cu România, la 1 decembrie 1918.

## Biografie
Ioan Ciucurel a absolvit școala primară. A fost agricultor. Adolescent încă, la 15 ani va debuta în paginile gazetei „Poporul Român" din Budapesta cu „Câteva vești din Șoșdea" în anul 1912. Încurajat de atenția ce i s-a acordat, perseverează, se autoinstruiește și după multă trudă reușește să editeze la Șoșdea o foaie săptămânală intitulată „Poporul românesc" (director: P. Bohariu, redactor responsabil: Ioan Ciucurel), care datorită unor greutăți financiare a viețuit mai puțin de un an, în intervalul 1922-1923. Ioan Ciucurel a dorit cu ardoare înmănunchierea țăranilor bănățeni, organizarea lor într-o asociație care să le apere interesele și pentru aceasta a pledat prin intermediul cuvântului tipărit. Din această nobilă idee s-a născut gazeta „Cuvântul satelor", subvenționată și redactată, în totalitate, de săteni. Bazele acestei publicații s-au pus în octombrie 1926, la Timișoara, de către un grup de 12 țărani bănățeni, cei mai mulți caraș-severineni.
Începând din 1 decembrie, același an, timp de două decenii, „Cuvântul satelor" va promova neabătut interesele profesionale și culturale ale plugarilor. Principalul animator al gazetei în discuție, fondator, redactor responsabil și director a fost Ioan Ciucurel. Legat de editarea gazetelor bănățene, I. Ciucurel a înțeles dificultatea unei asemenea întreprinderi și de aceea s-a declarat solidar cu un alt entuziast gazetar, Tata Oancea, pe care l-a susținut, în limita posibilităților, financiar. De-a lungul anilor a colaborat la: „Aurora" (București), „Calea Vieții" (Comloșu Mare), „Drapelul", „Făclia" (Caransebeș), „Gazeta țăranului" (Timișoara), „Lumina satelor" (Sibiu), „Suflet nou" (Comloșu Mare) etc. Recunoscându-i-se meritele în publicistică, Ion Ciucurel a fost ales membru al Sindicatelor Presei Române din Ardeal și Banat.

## Activitatea politică
A participat la Marea Adunare Națională din 1 decembrie 1918 ca reprezentant supleant al Cercului electoral Tormac.

## Operă
Ca scriitor, el s-a impus cu volumul de povești Comoara de sub nuc, scrierile satirice În audiență la rege și Așa-i în Rumunia Mare, și îndeosebi cu romanul Transformarea, tipărit la Timișoara în 1931. De altfel, romanul – ce ni-l relevă pe Ioan Ciucurel drept un prozator viguros – a fost publicat în foileton chiar în gazeta „Cuvântul satelor" (1930-1931). I. Ciucurel a fost ales, între cei cinci delegați ai cercului Rittberg (Tormac) pentru Marea Adunare Națională de la Alba lulia, la întrunirea organizată la 15/28 noiembrie 1918 în comuna Gătaia. Nu întâmplător, dimpotrivă, romanul Transformarea se încheie simbolic, ca expresie a sentimentelor sale patriotice, a copleșitoarei impresii produse de participarea sa la neuitata sărbătoare națională de la Alba lulia, cu paginile închinate zilei de 1 decembrie 1918.